# Aleksandr Grawe
Aleksandr Konstantinowicz Grawe (ros. Алекса́ндр Константи́нович Гра́ве; ur. 8 września 1920 w Moskwie zm. 5 marca 2010, tamże) – radziecki i rosyjski aktor teatralny, filmowy i głosowy.
Pochowany w Moskwie na cmentarzu Aleksiejewskim.

## Wybrana filmografia

### Filmy fabularne
- 1946: Zwariowane lotnisko

### Filmy animowane
- 1966: Tu mieszkał Kozjawin jako narrator
- 1976: Zając samochwała jako Stary zając
- 1978: Mój przyjaciel sygnalizator świetlny jako słoń, wilk, szczeniak
- 1979: Seria lalkowa Dziadek Au jako narrator
- 1987: Ciekawski żółwik jako dziadek żółwika

## Odznaczenia
- Order Honoru (1995)[2]